# Dariusz Gąsecki
Dariusz Andrzej Gąsecki – polski naurolog, profesor nauk medycznych i nauk o zdrowiu, pracownik naukowy Uniwersytetu Gdańskiego.

## Życiorys
W 1995 ukończył studia lekarskie na Akademii Medycznej w Gdańsku, w 2004 obronił pracę  doktorską pt. Ocena zmian przepływu mózgowego krwi metodą tomografii emisyjnej pojedyńczego fotonu u chorych z afazją po udarze niedokrwiennym mózgu, której promotorem był dr hab. Walenty Nyka, w 2014 habilitował się na podstawie pracy zatytułowanej Ocena sztywności naczyń tętniczych oraz centralnego i obwodowego ciśnienia tętniczego u chorych z ostrym udarem niedokrwiennym mózgu. W 2024 uzyskał tytuł profesora nauk medycznych i nauk o zdrowiu.
Jest zatrudniony na Gdańskim Uniwersytecie Medycznym, oraz należy do Rady Dyscypliny Naukowej - Nauk Medycznych GUMed.